# Mazama nana
Il mazama pigmeo (Mazama nana Hensel, 1872) è una specie di mazama originaria del Sudamerica. È diffuso nelle foreste del Brasile sud-orientale, del Paraguay settentrionale e dell'Argentina nord-orientale (province di Misiones e, probabilmente, di Corrientes).
Talvolta viene considerato una sottospecie di mazama rufina.

## Descrizione
È uno dei cervi sudamericani più piccoli, con un'altezza al garrese di 45 cm e un peso di 8–15 kg. Presenta una colorazione marroncina su quasi tutto il corpo, a eccezione della metà inferiore delle zampe, che è nera. Le corna, presenti solo nei maschi, sono molto semplici e misurano 7–8 cm di lunghezza, malgrado sembrino ancora più piccole se paragonate alle grandi orecchie. Come molti altri piccoli mammiferi della foresta, ha la regione posteriore più alta di quella anteriore.